# Masterpieces (album Koto)
Masterpieces – pierwszy album projektu muzycznego Koto, wydany w 1989. Producentem i wykonawcą wszystkich utworów był Michiel van der Kuy.

## Spis utworów
1. „Visitors (The Alien Mix)” (Anfrando Maiola, Stefano Cundari) - 6:09
2. „Time” (Michiel van der Kuy) – 6:26
3. „Dragons Legend (Siegfried’s Mix)” (Anfrando Maiola, Stefano Cundari) -6:21
4. „Minoan War” (Michiel van der Kuy) – 5:53
5. „Jabdah (Chinese Mix)” (Anfrando Maiola, Stefano Cundari) – 7:14
6. „Plain” (Michiel van der Kuy) – 5:41
7. „Chinese Revenge ('89 Mix)” (Anfrando Maiola) – 5:50
8. „Japanese Wargame (Master Mix)” (Anfrando Maiola, Stefano Cundari) – 6:21

## Historia nagrania
Pierwotnie Koto było duetem włoskich instrumentalistów, w którego skład wchodzili Anfrando Maiola i Stefano Cundari. Ich utwory były publikowane wyłącznie na singlach i maxi singlach. W 1989 r. niemiecka wytwórnia ZYX Records wykupiła wydawnictwo Memory Records wraz z prawami do nazwy Koto i całego repertuaru grupy. Nowym kompozytorem został Michiel van der Kuy z grupy Laserdance. Jego pierwszym utworem pod szyldem Koto był „Time”, który później wszedł w skład pierwszego albumu Koto. Płyta zawierała nowe wersje przebojów Koto z poprzedniego składu („Visitors”, „Dragon’s Legend”, „Jabdah”, „Chinese Revenge” i „Japanese War Game”) oraz premierowe kompozycje van der Kuya („Time”, „Minoan War” i „Plain”).

## Single
Na singlach i maxi singlach opublikowano utwór „Time” w trzech wersjach.